# Garassa
Garassa, 1910-ig Gross (románul: Groșii Noi) falu Romániában, Arad megyében.

## Fekvése
A Zarándi-hegységben, Lippától 36 kilométerre keletre fekszik.

## Története
1515-ben Grassa, 1607-ben Grossia néven írták, román neve pedig 'Újgross'-t jelent.
1515-ben a gerlai Ábrahámfiak birtoka volt. 1746-ig Zaránd, majd Arad vármegyéhez tartozott. 1784–87-ben Kászonyi Borbálának 21 jobbágy- és két zsellércsaládja és a modenai herceg 18 jobbágy- és 13 zsellércsaládja lakta. 1840 körül udvarháza mellett pálinkát is főztek, patakja több lisztelő és fűrészmalmot hajtott és aranyat is mostak belőle, birtokosa a kincstár volt. Seidner Bernát az 1880-as évek második felében 19 kilométer hosszú lóvontatású ipari vasutat épített Berzovától egészen grossi erdővágásaiig, ebből 18 kilométert bükkfasínekkel.
1880-ban 788 lakosából 739 volt román, 10 német, 7 magyar és 32 egyéb (cigány) anyanyelvű; 763 ortodox és 11 zsidó vallású.
2002-ben 301 lakosából 300 volt magyar nemzetiségű; 296 ortodox vallású.

## Látnivalók
- A temetőben található, az Úr bemutatásának szentelt ortodox fatemploma 1807-ben épült; a romániai műemlékek jegyzékében az AR-II-m-A-00607 sorszámon szerepel.[5]
- A 262 hektáros Runcu–Garassa Természetvédelmi Terület 350 és 623 méteres tengerszint feletti magasságban terül el, és főként kocsánytalan tölgyek és bükkfák borítják.[6]